# Bob der Butler
Bob der Butler (Bob the Butler) ist eine kanadisch-britische Filmkomödie von Gary Sinyor aus dem Jahr 2005.

## Handlung
Bob Tree sucht sich seine Jobs nach einem alphabetischen Verzeichnis der Berufe aus. Er schreibt sich in einer Butlerschule ein.
Die alleinstehende Anne Jamieson stellt Tree als Betreuung für ihre Kinder Bates und Tess ein. Sie will mehr Zeit mit ihrem Freund Jacques, einem Franzosen, verbringen. Tree freundet sich mit den Kindern an. Er wird nach einigen Missgeschicken von Jamieson entlassen.
Jamieson stellt später fest, wie viel Tree für ihre Kinder getan hat und bittet ihn, zurückzukehren. Sie und ihre Kinder fahren zum Schiff, mit dem Tree abreisen soll, aber das Schiff läuft aus. Auf dem späteren Heimweg halten sie an einer Tankstelle, an der sie den dort arbeitenden Tree treffen. Jamieson küsst ihn.
Der Film endet damit, dass Jamieson, Tree und die Kinder als eine Familie speisen. Sie werden von einem anderen Butler bedient.

## Kritiken
Das Lexikon des internationalen Films schrieb, der Film sei eine „gut gespielte, vergnügliche Familienunterhaltung um einen geborenen Loser, der über sich hinaus wächst“.
Scott Weinberg schrieb am 25. November 2005 auf www.dvdtalk.com, das Drehbuch „hinke“ an der „Blödheit“ der „am häufigsten aufgewärmten Art“ („The screenplay (...) is limp domestic stupidity of the most reheated fashion“). Die Kinderdarsteller seien „entsetzlich“. Der Film sei eine der schlechtesten Komödien, die Weinberg jemals gesehen habe. Kinder würden Besseres als diesen „Müll“ („garbage“) verdienen.

## Auszeichnungen
Benjamin B. Smith wurde im Jahr 2006 für den Young Artist Award nominiert.

## Hintergrund
Der Film wurde in Aldergrove und in Vancouver (beide in British Columbia, Kanada) gedreht. Er hatte seine Weltpremiere am 10. März 2005 auf dem Aspen Comedy Festival.